# پالکانلو بالا
پالکانلو بالا، روستایی از توابع بخش سرحد شهرستان شیروان در استان خراسان شمالی ایران است.
این روستا در دهستان جیرستان و ۴۰ کیلومتری شمال شهر شیروان قرار دارد و براساس سرشماری مرکز آمار ایران در سال ۱۳۸۵، جمعیت آن ۴۰۸ نفر (۱۰۰خانوار) بوده‌است.